# Administracja
Administracja (łac. administrare – być pomocnym, obsługiwać, zarządzać, ministrare – służyć) – działalność organizatorska realizowana przy pomocy aparatu urzędniczego, obejmująca zakres spraw o charakterze publicznym, regulowana przez ogólne normy prawne. W innym ujęciu może także oznaczać zarządzanie jakimikolwiek sprawami, własnymi (np. gospodarstwem domowym) lub cudzymi (np. czyimś przedsiębiorstwem).
Administracja, w najbardziej ogólnym sensie, jest rozumiana jako „wszelka zorganizowana działalność zmierzająca do osiągnięcia pewnych celów”. Administracja w tym ujęciu jest działalnością trwałą, celową i planowaną. Tak więc według Eugeniusza Ochendowskiego można mówić o administracji domu, przedsiębiorstwa, zakładu, organizacji społecznej i tym podobne.
Jako system, administracja stanowi zbiór powiązanych ze sobą i współpracujących instytucji.
Rozróżnia się administrację prywatną i publiczną.
Źródeł administracji, pojmowanej jako zarząd państwem, należy szukać w starożytnych despotiach wschodnich (Egipt, Persja), a także w innych regionach świata, w których w starożytności istniały państwa posiadające własny zarząd. Wśród nich można wymienić Majów, Azteków, Tolteków, Inków w Ameryce; Chińczyków oraz chociażby Hetytów, Żydów na Bliskim Wschodzie.
Cechy i zadania wymienione powyżej spełniały także systemy urzędnicze starożytnego Rzymu, Bizancjum, XII-wiecznego Królestwa Sycylii czy państwa krzyżackiego. W średniowieczu ważną rolę w procesie administracyjnym spełniał Kościół, pod którego opieką znajdowało się częściowo szkolnictwo, szpitale, przytułki.